# Mundaka Upanishad

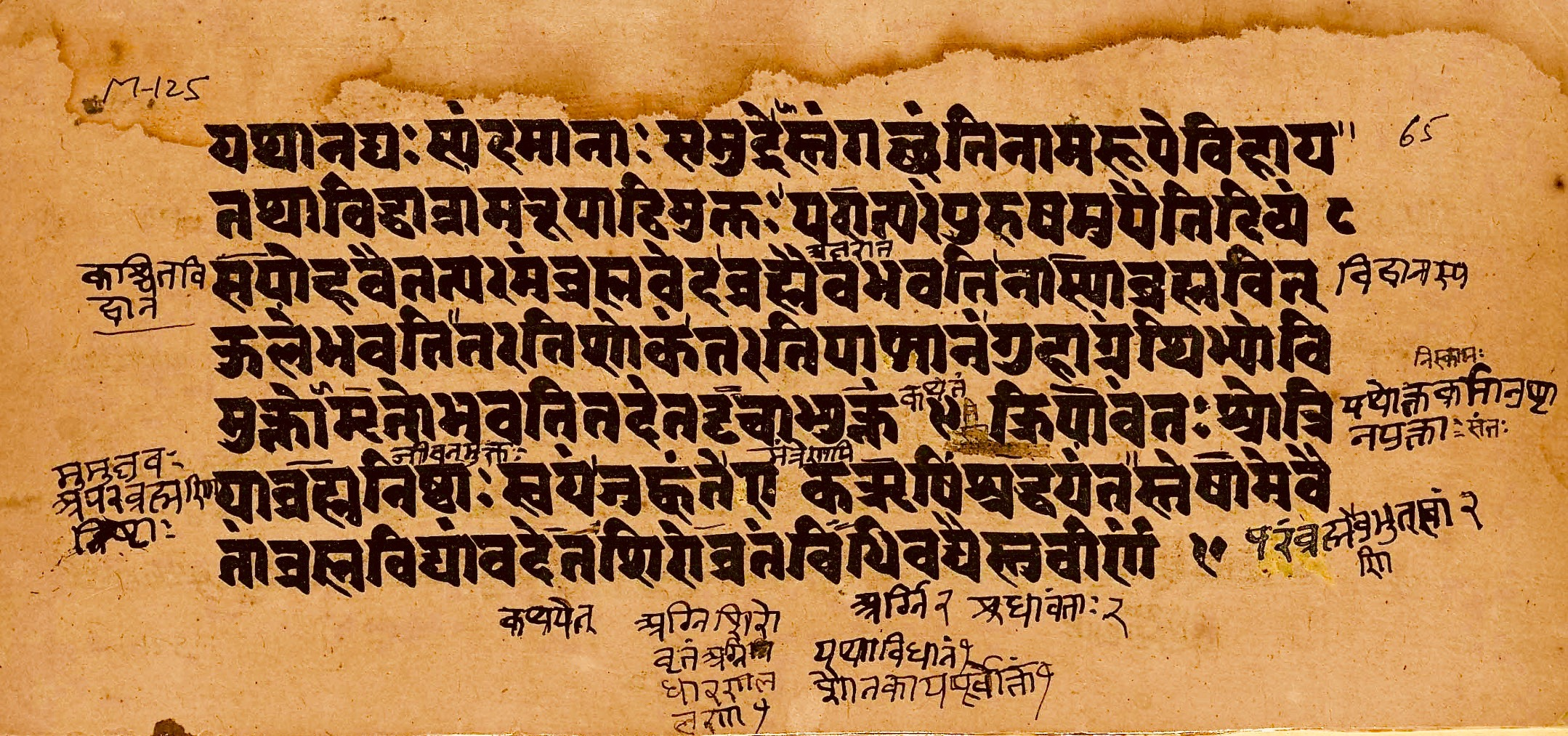
Page manuscrite de la Mundaka Upanishad, versets 3.2.8 à 3.2.10, Atharvaveda (en sanskrit, écriture devanagari).

Mundaka Upanishad ou Muṇḍakopaniṣad est l'une des plus anciennes Upaniṣad majeures et appartient au groupe des douze Upaniṣad principales appelées Mukhya Upaniṣad. Celle-ci est également associée à l'Atharva-Veda. Le texte est divisé en trois chapitres et comporte soixante quatre versets